# Рівне (корабель)
Рівне (U762) — десантний корабель, потім військовий транспорт Військово-Морських Сил України проєкту 1171 (тип «Тапір», за класифікацією НАТО — Alligator). Спущений на воду як БДК-104. З 25.05.1982 — «Ілья Азаров». У ВМС України отримав назву «Рівне» і бортовий номер U401. Після переобладнання у військовий транспорт бортовий номер U762.

## Особливості проєкту, історія корабля

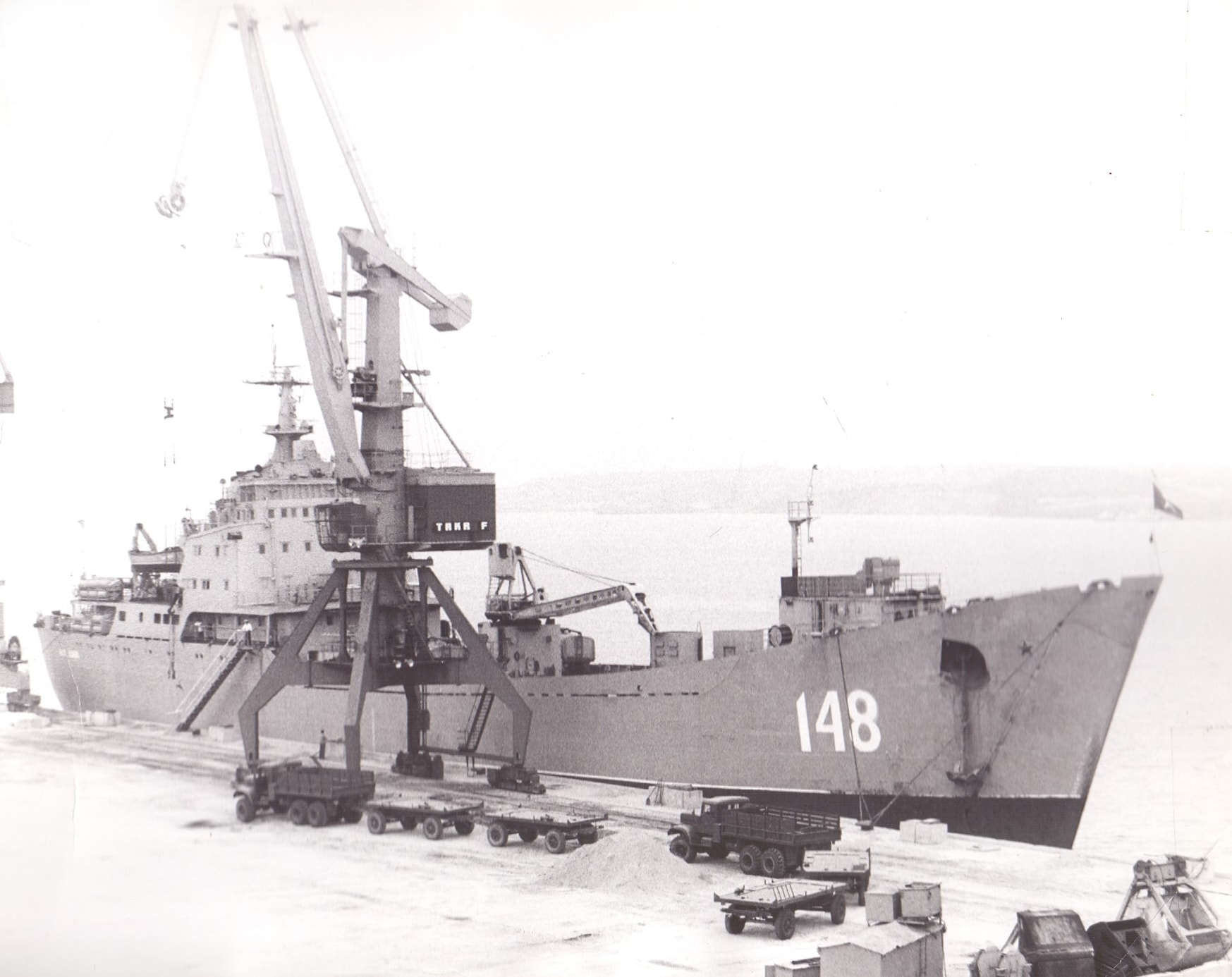

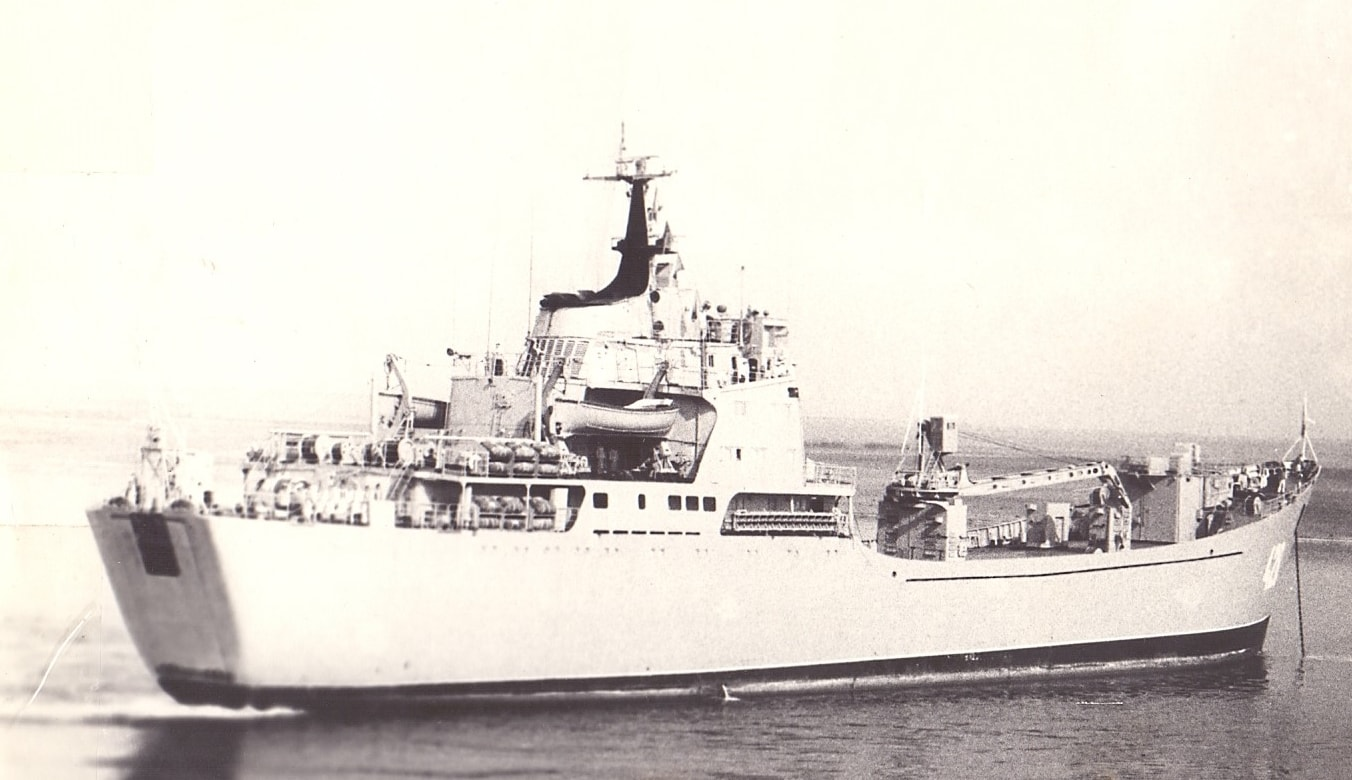

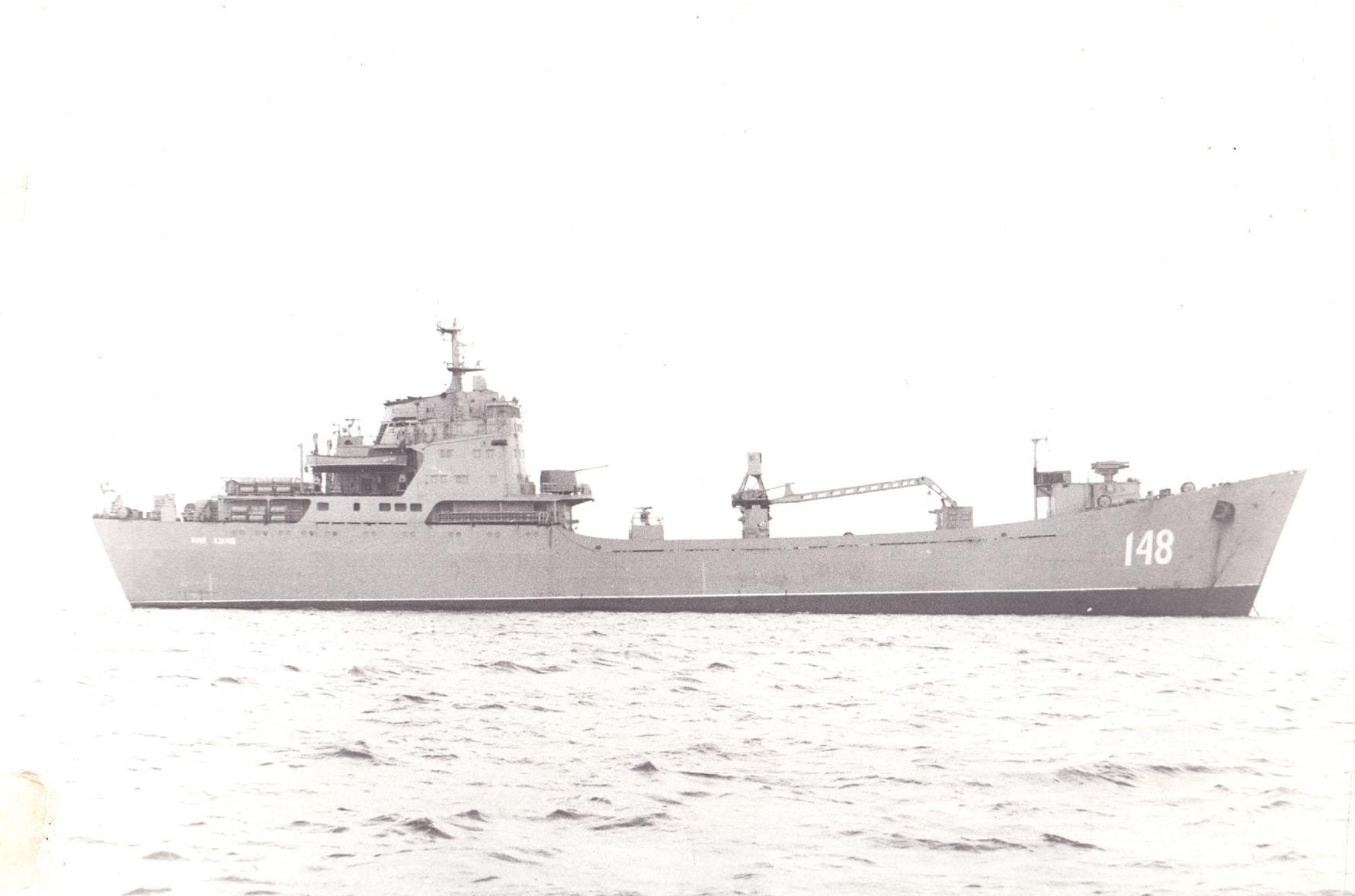

Проєкт «Тапір» був розроблений на початку 1960-х років і мав на меті об'єднати можливості військового десантного корабля і цивільного транспортного судна. Це було обумовлено тим, що на той час в СРСР ставилося завдання оперативного надання військової допомоги союзникам в Африці й на Близькому Сході. Завдання на розробку океанського великого десантного корабля з функціями військового транспорту було поставлене у 1959 році, практично одночасно Міністерство морського флоту замовило суховантаж проєкту 1173 з носовою апарелью, який у воєнний час повинен був служити тим же цілям. Проєкти об'єднали в один під загальним позначенням проєкт 1171 «Тапір»: планувалося, що новий корабель можна буде використовувати як для військових, так і для цивільних цілей, але через це характеристики його дещо знизилися. Це зумовлювалося відмінностями у вимогах цивільних замовників (висока економічність, використання всього обсягу трюмів, хороші каюти для екіпажу) і військових (місце для озброєння, підвищена непотоплюваність, велика швидкість, спеціальне обладнання). Врешті, після затвердження проєкту Мінморфлоту вирішило відмовитися від «спільного» судна, тому що його експлуатація при настільки потужних механізмах ставала нерентабельною. В результаті подвійне призначення проєкту 1171 «Тапір» проявилося лише зовні, в зовнішньому вигляді, характерному для цивільного суховантажа. Корабель отримав позначення ВДК (великий десантний корабель) і будувався виключно для ВМФ.
За десять років, з 1966 по 1975 рік, було побудовано 14 одиниць кораблів проєкту в чотирьох варіантах. «Рівне» відноситься до третьої, найбільшої, серії проєкту (6 одиниць). Особливістю конструкції є те, що кораблі проєкту мають надбудову тільки на кормі, там же є герметичний відкидний лацпорт, який в опущеному положенні служить для навантаження техніки з пірсу при швартуванні кормою. 
Великий десантний корабель БДК-104 (заводський № 300) входив до складу 39-ї дивізії морських десантних сил Чорноморського флоту з базуванням на Кримську військово-морську базу (оз. Донузлав). Корабель неодноразово здійснював бойові служби в Середземне море й Індійський океан, де виконував завдання у складі 5-ї і 8-ї оперативної ескадр ВМФ. 25 травня 1982 року БДК-104 був перейменований на «Ілля Азаров» по імені заступника начальника політуправління Чорноморського флоту часів Другої світової війни віце-адмірала Іллі Ілліча Азарова.
Виписка з тактичного формуляру [1]:
Основні розміри (L, B, T (м): Довжина: 112,9 макс., 105 КВЛ; Ширина: 15,6 макс., 15,6 КВЛ; Висота від ОЛ: 15,6 (в носу з фальшбортом), 8,8 (на міделі), 13,1 (корма), 33 (з щоглами).
Водотонажність (т):
-         порожнем – 2757 (Тн=1,02; Тм=2,6; Тк=4,17);
-         стандартна – 4145 (Тн=3,26; Тм=3,89; Тк=4,52);
-         максимальна 4836 (Тн=3,52; Тм=4,20; Тк=4,89);
Швидкість при стандартній водотонажності (вуз): ПХ=17,08; ЕХ=15,97
Дальність плавання при стандартній водотонажності (миль): ПХ=2212, ЕХ=3166.
Автономність (діб): корабля - 20, десанту – 10.
Морехідність: з вантажем – необмежена по І-й категорії Регістру; у баласті - необмежена по ІІ-й категорії Регістру.
Озброєння:
1 х 2 122мм (у кожному пакеті по 20 направляючих) реактивного комплексу А-215 «Град», ПУС «Гроза» з лазерним далекоміром; гармата 1х2 57мм ЗИФ-31Б; 3х4 ПЗРК типу "Стріла-3" або "Игла".
. ;
```
; 3 х 4 ПЗРК «Стріла-3».
```

Десантомісткість:
А) Техніка: або 20 танків Т-62 (50 т) на вантажній палубі; або 49 а/м ЗИЛ-157 (31 – на вантажній палубі, 18 – на верхній палубі); або змішане у складі: 7 од. Т-62, 5 од. БТР-60П, 5 од. БРДМ-2, 1 од. БРДМ, 3 од. ЗИЛ 157, 1 од. УАЗ 450А.
Б) Десанту – 420 в/с (135 – нос.кубрик, 265 – кормовий кубрик, 20 – каюти).
В) Вантаж – 740 т (у вантажний трюм).
Об’єм вантажних приміщень (м3): Твіндек №-1 1159, Твіндек №-2 1283, Твіндек №-3 1246, Твіндек №-4 912, Носовий кубрик десанту 772, Вантажний трюм 1110, Кормовий кубрик десанту 1150.
Історія корабля:
Спроектовано на Невському проектно-конструкторському бюро НПКБ м.Ленінград. Закладено 17 жовтня 1969 року на Прибалтійському суднобудівному заводі «Янтар» МСП, Калінінград. Заводський №300. Спущений на воду 31 березня 1970 р. Піднято прапор ВМФ СРСР 9 травня 1971 р. Початок держіспитів 31 травня 1971
р. Підписано прийомний акт 17 червня 1971 р. 23 лютого 1972 р. корабель зараховано у склад ВМФ СРСР. Виконав 9 бойових служб, зокрема:
1974 – 144 доби у Середземному морі;
1975 – 157 діб у Атлантичному океані;
1976 – 171 доба в Атлантичному океані;
1978 – 262 доби в Атлантичному океані;
1979 – 20 діб в Егейському морі;
1981 – 173 доби Балтика, Атлантика, Червоне море;
1982 – 151 доба Середземне море, Червоне море, Індійський океан;
1983 – 72 доби в Середземному і Червоному морі;
1984 – 259 діб у Середземному і Червоному морі [1].
З січня по червень 1991 року проведена консервація та постановка на зберігання у м.Одеса, разом з однотипним ВДК «Воронезький комсомолець» і СДК-137 з перетворенням 131-го окремого дивізіону підводних човнів консервації у 318 окремий дивізіон кораблів консервації, зі штатом 61/529-53: 2 офіцери, 7 мічманів, 10 старшин та матросів.
Служба корабля у ВМС ЗС України:
10 квітня 1994 року відбулося силове захоплення десантно-штурмовою ротою з Болграду військового містечка у Практичній гавані Одеського морського порту, де стояли ВДК пр.1171 «Ілля Азаров» та СДК-137 пр.773 і 18 квітня 1994 р. одностороннім актом корабель прийнято у склад ВМС ЗС України (в/частина А-2792) [2]. Командиром корабля призначено капітана 3 рангу Георгія Савченко й розпочато розконсервацію корабля [3]. 24-27 грудня 1995 р. присвоєння назви на честь міста Рівне - ВДК «Рівне» БН U-400/401. Перехід на повний штат мирного часу: 7 офіцерів, 10 мічманів, 15 старшин, 50 матросів. Загалом 82 в/службовця. 1995-1996 – роззброєння та формування екіпажу на ВДК «Костянтин Ольшанський» (28.08-18.10.1996 р. здійснив похід в США) [4]. 
27 грудня 1996 року наказом Командувача ВМС України №-0186 на посаду командира ВДК «Рівне» призначається капітан 3 рангу Олександр Калініченко, призваний у добровільному порядку з запасу наказом Міністра Оборони України №312 від 02.08.1996 на посаду командира підводного човна (старший капітан-наставник з ВМП АРК «Антарктика») (додаток 1). ВДК «Рівне» був найбільшим кораблем 1-го дивізіону, куди окрім нього входили протичовновий корвет «Луцьк» (командир – капітан 3 рангу Заремба Віктор Адамович), СДК-137 (командир - капітан-лейтенант Тараненко Юрій Дмитрович), а трохи пізніше – РТЩ «Генічеськ» (командир – старший мічман Альберт Іванович Парукевич). У планах було розгорнути 1-й дивізіон (в/ч А-2951) до штату бригади, але ніякої мобілізаційної роботи по встановленню контролю над мобпризначеними суднами АРК «Антарктика» ні в дивізіоні, ні в Західному морському районі не велось.
Командирський план вводу корабля у склад сил постійної готовності, згідно поставлених завдань 29-30 грудня 1996 року (11 березня – здача курсової задачі СК-1 штабу 1 дивізіону кораблів ОВР (в/частина А-2951); 10-13 березня – пред’явлення штабу Західного морського району (в/частина А-2238); Квітень-травень: пошук можливостей для відновлення технічного стану корабля. Червень-Вересень – планова постановка в ремонт для відновлення технічної готовності корабля; Жовтень – закінчення ремонту, здача СК-2; Листопад – планова сдача курсових задач К-1 та К-2 за штатом ВДК; Грудень – планова здача курсової задачі К-3 та вхід корабля у склад сил постійної готовності) [5]; девіз корабля "Крізь перешкоди до мети".
Практичне відпрацювання плану, перешкоди та зміни:
1-13 січня 1997 р. – організаційний період; 1-31 січня – інвентарізація та поповнення запасів;
1-31 січня – відпрацювання курсової задачі СК-1 у бойових частинах;
1-2 лютого - практичне відпрацювання боротьби за живучість корабля на стоянці з залученням тренажерів УТС «Лісозаводськ»;
2-7 лютого – неочікувана заміна 70% особового складу строкової служби (нормальних – на діючі кораблі, недисциплінованих – на ВДК «Рівне»);
7-13 лютого – різке погіршення стану військової дисципліни й припинення на час її відновлення планової бойової підготовки;
14-15 лютого – повторне практичне відпрацювання боротьби за живучість корабля на стоянці з залученням тренажерів УТС «Лісозаводськ» нового складу екіпажу;
17-18 лютого – практичне застосування аварійної партії корабля по рятуванню від затоплення секцій плавучого пірсу у Практичній гавані;
19-21 лютого – КБУ «Ж-1» (підготовче, тренувальне, залікове);
22-23 лютого – стройові огляди у бойових частинах;
24-28 лютого – прийом  перших спеціальних задач у бойових частинах;
1-2 березня – смотр корабля;
3-5 березня – КБН «Приготування корабля до бою та походу» (підготовче, тренувальне, залікове); 6-7 березня – КБН «Прохід вузкості»; 8-10 березня – усунення недоліків;
11 березня – здача курсової задачі СК-1 штабу 1 дивізіону кораблів ОВР (в/частина А-2951);
12-31 березня – усунення недоліків;
1-4 квітня – додаткове відпрацювання низки корабельних бойових навчань;
5-9 квітня – робота комісії 2-ї бригади МДС Південного морського району по прийому корабля у склад нового з’єднання з порівняльним висновком, що корабель у кращому технічному стані ніж ВДК «Костянтин Ольшанський» після його отримання від КЧФ;
19 квітня – встановлення шефства з адміністрацією м.Рівне; 24 квітня - Угода про шефські стосунки між м.Рівне і кораблем [6] та отримання від АРК «Антарктика» р/ст УКХ Р-619 «Графіт» та комплекту приборів РХБЗ. 1-8 травня – підготовка до комісії МОУ;
9 травня – перший під’йом на кораблі Військово-Морського Прапору України (рис.1-2) та підписання Протоколу намірів по технічному відновленню корабля між адміністрацією м.Рівне, ВО «Станкотехімпорт» та командуванням корабля шляхом докового ремонту;
Рис.1 Ліворуч – вручення ікони Святого Миколая, праворуч – вручення Військово-Морського Прапору України фронтовиком, Героєм, контр-адміралом у відставці Федором Єфремовичем Пахальчуком.

Рис.2 командирський поцілунок Прапора – ліворуч, та передача Прапора Знаменній Почесній Варті – праворуч
Списочний склад корабля на 9 травня 1997 року: Командир – капітан 2 рангу Калініченко Олександр, старший помічник командира – капітан-лейтенант Фальченко Олексій, заступник командира з виховної роботи – старший лейтенант Тахтаулов Вадим. Командири бойових частин: штурманської (БЧ-1) – старший лейтенант Любач Вадим, ракетно-артилерійської (БЧ-2) – вакантна, зв’язку та РТС (БЧ-4,РТС) – лейтенант Кудря Олександр, електро-механічної (БЧ-5) – капітан 2 рангу Теліженко Павло.
Мічмани: Гончаренко, Донукалов, Ісаєнко, Казакевич, Лєщенко, Середа.
Старшини: старшина 1 ст. Леськів В.І., старшина 1 ст. Пригар М.П., старшина 2 ст. Власенко В.В., старшина 2 ст. Полібза О.П.
Матроси: м-с Бордусь М.Д., м-с Буднік С.В., м-с Войлов В.В., м-с Волчков К.В., м-с Головенко, м-с Горохов Д.Л., м-с Зварийчук М., м-с Іванунь Р.В., м-с Ігнатенко Ю.Н., м-с Кін Д.В., м-с Коваленко А.А., ст. м-с Коровай М.А., м-с Кравченко О.А., м-с Кулік Олександр, Куприч Р.В., м-с Лінкевич А.Н., Леонов А.Є., м-с Лук’янець, м-с Малінін А.Н., ст. м-с Медведський В.В., м-с Мельнічук Руслан, м-с Моторний О.О., м-с Музалєвський, м-с Новіков М.С., м-с Овчінніков, м-с Панасюк В.А., м-с Паталаха В.В., м-с Пекарський В.М., м-с Пилипенко, м-с Платіцин С.Є., м-с Подкуйко Ю.В., ст. м-с Сатановський, м-с Селєзньов А.Л., м-с Семенюк Ю.І., м-с Слободчиков А.В., м-с Стахів Ю.М., м-с Ступак, м-с Ткаченко В.А., м-с Федоренко С.А., Хуртин Д.Г., м-с Шаповалов Д.В., м-с Шаповал С.В.
10-17 травня – перевірка комісії МОУ під проводом генерал-полковника Михайличенка: позитивні оцінки по «Боротьбі за живучість», «Фізичній підготовці», «Хімічній підготовці», «Стройовій підготовці», «Офіцерській підготовці»; негативна оцінка – по технічному стану корабля (рис.3). 
Рис.3. Будений вигляд пофарбованого корабля
27 липня 1997 року – вимушений офіційний ввід у склад ВМС України ВДК «Рівне» на державному рівні. Саботаж постановки корабля в ремонт шляхом юридичного пресінгу командира з послідуючою амністією 20 серпня. У серпні вакантні посади офіцерського та мічманського складу доукомплектовано: командир БЧ-2 лейтенант Прохоров Євгеній, командир БЧ-5 лейтенант Малиш Сергій, головний боцман корабля старший мічман Анатолій Кожушаний. Прикомандировано лейтенанта Романа Гладких (згодом переведено на СДК "Кіровоград"). З особового складу строкової служби на корабель прийшли: м-с Афонін О.О., м-с Бандура С.М., м-с Бойко Ю.С., м-с Воєводкін Р., м-с Довбненко Є.І., м-с Івакін В., м-с Кузьмін О.С., м-с Мудренко С.І., ст.м-с Посунькин С.С., м-с Прищепа М.Н., м-с Саків Б.І., м-с Сирбу В.М., м-с Сурмач В.І., м-с Федорченко С.В., м-с Шадрін Ю.Ю.
6-10 вересня – підготовка до здачі курсової задачі СК-1; 11-15 вересня – пред’явлення штабу по курсовій задачі СК-1.
16-20 вересня – обгрунтування можливої участі ВДК «Рівне» у танковій програмі Україна-Пакистан по перевозці 320 танків (Харків, ВО ім. Малишева; Севастополь, ВМСУ) як військового транспорту;
1-6 жовтня – підготовка до комісії МОУ; 7-10 жовтня - пред’явлення комісії МОУ; 11 жовтня – вирішення питання з Рівненським воєнкоматом про цільове направлення призовників до служби на ВДК «Рівне», але сталася Зміна Прапору (рис.4).
Рис.4. Парадний вигляд ВДК «Рівне» на День ВМС ЗС України – ліворуч; ВСВТ «Рівне» (вже без Гюйсу) – праворуч.
Через Директиву Командувача ВМСУ від 16 жовтня 1997 р. про переведення корабля «Рівне» зі штату великого десантного корабля на штат великого суховантажного військового транспорту з’явилася нова можливість відновлення корабля; 17 жовтня – 30 листопада: вирішення кадрових питань з набором нової команди (2 – військовослужбовці, 30 – працівників ЗСУ) та розподілом старого екіпажу; 30 листопада – урочиста передача корабля від старого екіпажу новій команді, спуск військово-морського прапору України (рис. 5-6) [8];

Рис. 5. Зліва направо: заступник командира ВДК «Рівне» з виховної роботи старший лейтенант Тахтаулов, командир БЧ-2 лейтенант Прохоров, представники Українського музично-драматичного театру імені Василя Василька: Людмила Федченко, Олена Головіна (хрещена мати корабля), Петро Зінченко, командир групи руху БЧ-5 лейтенант Малиш, старший помічник командира капітан 3 рангу Фальченко – ліворуч; праворуч – представники матросів екіпажу ВДК м-с Семенюк, м-с Подкуйко, м-с Панасюк.
Рис. 6. стоїть – капітан 2 рангу Олександр Калініченко, сидить на передньому плані ліворуч – капітан вітрильника «Дружба» КДП Костянтин Кремлянський
1 грудня – перший під’йом прапору допоміжного флоту ВМС України, символічний перехід з 1-го дивізіону кораблів ОВР у склад 20-го дивізіону суден забезпечення ЗМР з БН «U-762»; 1-24 грудня – річна інвентарізація, відпрацювання стояночної чергово-вахтенної служби новим екіпажем, відновлення усіх дизель-генераторів, якірно-швартовного пристрою і камбузу;
8 грудня – наказ Командувача ВМС України про перепризначення капітана 2 рангу Олександра Калініченко командиром морського військового суховантажного транспорту «Рівне»; 25-30 грудня – робота комісії по прийому-передачі корабля з одного з’єднання в інше з складанням акту;
2-16 січня 1998 р. – підготовка нового екіпажу по БЗЖ на УТС «Лісозаводськ»; 17-22 січня – підготовка корабля до постановки на СРЗ «Україна» у доковий ремонт; 23 січня – робоча нарада під головуванням Командувача ВМС контр-адмірала М.Б.Єжеля і керівництва СРЗ «Україна» та ЗМР ВМСУ. 24 січня (субота) – постановка у завод (рис.7) [9-12];
Рис.7 Перешвартовка з Практичної гавані в СРЗ «Україна» та подальша буксировка з Одеси в Донузлав
26 січня – 02 лютого – командир морського військового суховантажного транспорту «Рівне» у СІЗО №-1 м.Одеси [13], [14]; 11 лютого – командира корабля відсторонено від посади і, як наслідок, повторний зрив ремонту;
1-5 червня – прийом-передача корабля з 20-го дивізіону Західного морського району у склад 2-ї бригади МДС Південного морського району. 6 червня 1998 р. – буксировка корабля з Одеси у Донузлав з поверненням на корабель першого командира капітана 2 рангу Георгія Савченко. 1999 р. - буксировка з Донузлава у Миколаїв (втрата правого якоря); 2001 р. - буксировка з Миколаєва у Керч; 22 грудня 2002 року кулею вбивці генерального директора АРК «Антарктика» В.М.Кравченко поставлена остаточна крапка в подальшій долі корабля «Рівне». 30 листопада 2004 року корабль списують зі складу ВМС України, а 09 лютого 2006 року  він опиняється на морському грунті біля причалу №2 Морзаводу «Залив» міста Керч [15] (рис.8).
Рис.8. Аварійне поступлення води й покладка на грунт корабля «Рівне» - ліворуч; В очікуванні нового господаря – праворуч